# Felkoppintva
A Felkoppintva (eredeti cím: Knocked Up) 2007-es amerikai filmvígjáték, melynek forgatókönyvírója és rendezője Judd Apatow. A főszerepben Seth Rogen és Katherine Heigl látható.
Az Amerikai Egyesült Államokban 2007 nyarának egyik legsikeresebb filmje volt, Magyarországon október 4-én került a mozikba.

## Cselekmény
|  | Alább a cselekmény részletei következnek! |

Ben Stone egy 23 éves naplopó, míg a kissé idősebb Alison Scott felelősségteljes és karriergondolkodású. Egy éjjel találkoznak egy szórakozóhelyen és végül az ágyban kötnek ki. Egy félreértés miatt azonban nem védekeznek. Amikor elmúlik az alkohol hatása, hamar felismerik, hogy kevés közös van bennük. Nyolc héttel később Alison felfedezi, hogy terhes, így kapcsolatba lép Bennel, akinek válasza az első döbbenet után, hogy ott lesz, hogy támogassa Alisont. A nem összeillő pár erőfeszítései során, hogy  egészséges kapcsolatot alakítsanak ki, Ben a házassági ajánlatig is eljut.
Érzékelhető siker után a feszültségek is felszínre emelkednek. Alison egyre inkább nyugtalan Ben felelősségének hiánya és nővére széteső házassága láttán, Ben pedig úgy érzi, a lány túlságosan irányító, minek eredményeként szétválnak. Ben és Alison nővérének elidegenített férje, Pete, Las Vegas-i kiruccanásra indulnak. Kábítószer hatása alatt ráébrednek veszteségeikre és úgy döntenek, hazamennek és vállukra veszik a felelősséget. Ben igyekezete új állásban és egy babaszobával berendezett lakásban teljesedik ki. Alison a nagy napon nem tudja elérni nőgyógyászát, akit megesketett rá, hogy ő hozza világra a kicsit, ezért Bent hívja fel, aki beviszi a lányt a kórházba. A pár kibékülve üdvözli kislányát, s boldogan telepednek le együtt.
|  | Itt a vége a cselekmény részletezésének! |

## Szereplők
| Szereplő                                    | Színész         | Magyar hang    |
| ------------------------------------------- | --------------- | -------------- |
| Ben Stone                                   | Seth Rogen      | Fesztbaum Béla |
| Alison Scott                                | Katherine Heigl | Kéri Kitty     |
| Pete                                        | Paul Rudd       | Széles Tamás   |
| Debbie                                      | Leslie Mann     | Kökényessy Ági |
| Jason                                       | Jason Segel     | Háda János     |
| Jonah                                       | Jonah Hill      | Kerekes József |
| Jay                                         | Jay Baruchel    | Bor László     |
| Martin                                      | Martin Starr    | Breyer Zoltán  |
| Ben apja                                    | Harold Ramis    | Koroknay Géza  |
| Jack                                        | Alan Tudyk      | Megyeri János  |
| Jill                                        | Kristen Wiig    | Peller Mariann |
| Brent                                       | Bill Hader      | Kapácsy Miklós |
| Dr. Kuni                                    | Ken Jeong       | Simon Aladár   |
| Ajtónálló a klubban                         | Craig Robinson  | Lux Ádám       |
| Önmaga                                      | James Franco    | Király Attila  |
| Önmaga                                      | Steve Carell    | Kossuth Gábor  |
| Tom Baker (Tucatjával olcsóbb című filmben) | Steve Martin    | Józsa Imre     |

## A szereplőgárda
A szereplőgárda nagy része visszatérő színész Judd Apatow korábbi filmjeiből. Seth Rogen, Martin Starr, Jason Segel és James Franco mind feltűntek a Freaks and Geeks című rövid életű, kultikus televíziós sorozatban, aminek Apatow volt a producere. Ő volt továbbá az Undeclared megalkotója, melyben Rogen és Segel mellett Jay Baruchel és Loudon Wainwright III is szerepelt. Paul Feig, a Freaks and Geeks társalkotója, illetve az Apatow által írt Nehéz fiúk című film szereplője szintén látható a Felkoppintva egy apró szerepében. Steve Carell, aki cameózik a filmben, korábban a szintén Apatow által rendezett 40 éves szűz főszereplője volt, amiben Seth Rogen, Paul Rudd, Jonah Hill és Leslie Mann is megjelent. Az említett hölgy egyébiránt a rendező felesége.
Eredetileg Anne Hathaway kapta meg Alison Scott szerepét, ám kreatív okokra hivatkozva visszadobta a feladatot. Apatow azt írta, „Hathaway azért lépett ki a filmből, mert nem engedte volna, hogy valódi felvételeket használjunk egy gyermekének éppen életet adó nőről, hogy azt a látszatot keltsük, ő szül.” Jennifer Love Hewitt és Kate Bosworth is meghallgatáson járt Hathaway távozása után, végül Katherine Heiglé lett a szerep.

## Bújtatott reklámok a filmben
A filmben több bújtatott reklám, termékelhelyezés szembeötlő: többek között az Apple, a Red Bull, a Corona sör, a Pepsi, a Microsoft (Xbox 360) és a Google is feltűnik, többször szóba hozzák a Pókember filmeket, a főszereplővel riportot is készít a főhősnő.

## Szerzői jogok vélt megsértése
Rebecca Eckler kanadai írónő a Maclean's Magazine-ban közölt cikkében hívta fel a figyelmet a film és az Egyesült Államokban 2005 márciusában megjelent könyve, a Knocked Up: Confessions of a Hip Mother-to-Be hasonlóságaira. Jogi lépéseket is tett Judd Apatow rendező és a Universal Studiosszal szemben a szerzői jog megsértésére alapozva. Nyilvános közleményében Apatow azt mondta, „Bárki előtt, aki elolvassa a könyvet és megnézi a filmet, rögvest világossá válik, hogy két különböző történetről van szó, amik azonos élményre alapoznak.” Egy másik kanadai szerző, Patricia Pearson szintén rámutatott a film és könyve, a Playing House közötti egyezésekre, de nem indított pert.

## Fogadtatás
A Felkoppintva sikernek bizonyult mind a kritikusok körében, mind a mozikasszáknál, akárcsak Judd Apatow előző filmje, a 40 éves szűz.
A Rotten Tomatoes oldalán a film 90%-os értékelést ért el, ami 228 kritikus véleményének átlagolása.
A Variety szerint a film „kirobbanóan vicces, sokkal gyakrabban, mint szinte bármely más stúdiófilm a közelmúltból.” Az eFilmCritic azt írta, „Mielőtt beül a Felkoppintvá-ra, minden igazi filmrajongónak illene egy listát írni kedvenc vígjátékairól az elmúlt két évtizedből. Ha a Sulihuligánok rajta van, kiestél. De egyet mindenképpen le kell venned róla, bármi is legyen az – mert a Felkoppintva végül lekoppintja és megszerzi a helyét.” Az Entertainment Weekly hasábjain az volt olvasható a filmről megjelenésekor az 5-ös osztályzat mellett, hogy „kivételesen kemény, kivételesen vicces, ellenállhatatlan tündérmese a kortárs amerikai békákról, királykisasszonyokról, szülőszobákról és vízipipákról.” Richard Roeper szerint a film „szerethető és valós,” s „megérdemli a szentimentális pillanatait” is.
Az Origo kritikája szerint: „Az események alakulásával a Felkoppintva egyre veszt lendületéből. Az ígéretes első 45 perc után egyre lassabbá válik... kezd érdektelenné válni a történet, mintha családi home-videót néznénk. Konfliktus nélkül nehéz dramatizálni, és itt ez történik. A második órában szaporodnak a sutább és tipikusabb, már más habkönnyű családi filmekből ismert jelenetek.”
A filmkviz.hu így ír: „kevés benne az igazán jó humoros rész, amin hangosan felnevet az ember, sokszor lapos, egyhangú a cselekmény és a romantikus rész is kicsit túljátszott.”

### Mozis bevételek
Észak-Amerikában a Felkoppintva második helyen nyitott a toplistán 30,7 millió dollárral a második hete műsoron lévő A Karib-tenger kalózai: A világ végén mögött. Az érdeklődés rendkívül lassan csökkent iránta, így nyár végére már 148 millió dollárt számlált bevétele, ami kitörő sikert jelent a 30 millió körüli költségvetés ismeretében.
A világ többi részén 70 millió dollárt gyűjtött (így összbevétele túllépi a 200 milliót). Legjövedelmezőbb területeinek az USA-n kívül az Egyesült Királyság és Ausztrália bizonyultak.